# Annie Starke
Annie Maude Starke (Bedford, 26 aprile 1988) è un'attrice statunitense che è apparsa al cinema e a Broadway.

## Biografia
Figlia dell'attrice Glenn Close e dell'uomo d'affari John Starke, è cresciuta a Bedford, New York. La Starke ha frequentato l'Hamilton College di Clinton, New York, studiando storia dell'arte.

## Carriera
È apparsa nei film Albert Nobbs, We Don't Belong Here e in The Wife - Vivere nell'ombra, nel ruolo della versione più giovane di Joan Castleman, il personaggio interpretato da sua madre Glenn Close. La Starke ha anche interpretato una versione più giovane della Close nella commedia di Owen Wilson e Ed Helms, 2 gran figli di....

## Vita privata
Il padrino della Starke è Robert F. Kennedy Jr. Ha sposato il manager finanziario Marc Albu a Bedford, New York, nella tenuta di sua madre Glenn Close nel giugno 2018. È un'amante dei cani e, a partire da marzo 2018, ha un Labrador chiamato Big Al.
La Starke è una cavallerizza; nel febbraio 2004, all'età di 15 anni, ha vinto il concorso Children's Modified Jumper Championship al 32° Winter Equestrian Festival in Florida.

## Filmografia

### Cinema
- Albert Nobbs, regia di Rodrigo García, (2011)
- We Don't Belong Here, regia di Peer Pedersen, (2016)
- The Wife - Vivere nell'ombra (The Wife), regia di Björn Runge, (2017)
- 2 gran figli di... (Father Figures), (non accreditata) regia di Lawrence Sher (2017)

### Televisione
- South Pacific, Richard Pearce (2001)
- Ratched, Ryan Murphy, (2020)
- Easter, Maundy Lindros/Ember Libitina, Serie TV, (Non ancora uscito)